# Ortachne erectifolia
Ortachne erectifolia är en gräsart som först beskrevs av Jason Richard Swallen, och fick sitt nu gällande namn av Clayton. Ortachne erectifolia ingår i släktet Ortachne och familjen gräs. Inga underarter finns listade i Catalogue of Life.